# AN/ALR-56
Das AN/ALR-56 (JETDS-Bezeichnung) ist ein digitales Radarwarnsystem für Kampfflugzeuge. Es wird von dem britischen Konzern BAE Systems produziert (anfangs Loral).

## Beschreibung
Das ALR-56A wurde entworfen, um Piloten von Kampfflugzeugen rechtzeitig vor einer Erfassung durch bodengestützte Radarsysteme zu warnen. Hierzu sind an der Flugzeugzelle der Trägerplattform vier Wendelantennen angebracht, typischerweise jeweils zwei an den Spitzen des Seitenleitwerks und zwei an den Flügelspitzen. Zusätzlich ist noch eine Antenne zur Ortung von niederfrequenten Radaren vorhanden. Das System kann Radarstrahlung im Frequenzbereich von 6 bis 20 GHz erfassen und identifizieren. Eine Neuprogrammierung ist ebenfalls möglich, so dass auch neue Radaranlagen identifiziert werden können.

## Varianten

### AN/ALR-56C
Bei dieser Variante wurde primär die Leistung der Signalverarbeitung verbessert. Darüber hinaus ist das ALR-56C in den TEWS („Tactical Electronic Warfare System“) EloKa-Komplex der F-15 Eagle eingebunden und steuert so den Einsatz des AN/ALE-45-Täuschkörperwerfers und des internen AN/ALQ-135-EloGM-Systems. Der Frequenzbereich wurde erweitert und deckt nun den Bereich von 2 bis 20 GHz ab.

### AN/ALR-56M
Das ALR-56M stellt eine erheblich verbesserte Version der ALR-56C-Variante dar. Die Signalverarbeitung wurden in allen Bereichen erheblich leistungsgesteigert und die Zuverlässigkeit konnte spürbar erhöht werden. Der Frequenzbereich wurde abermals erweitert und deckt nun einen Bereich von 0,5 bis 20 GHz ab. Das ALR-56M ist auch als Ersatz für die Radarwarner vom Typ AN/ALR-69 vorgesehen. Die Produktion begann 1993 und bis 2003 wurden über 1.000 Geräte ausgeliefert.

## Plattformen
- F-15 Eagle
- F-16 Fighting Falcon
- C-130J Hercules